# Ṭalkhā
Ṭalkhā es un distrito de la gobernación de Dacalia, Egipto. En julio de 2017 tenía una población estimada de 392 383 habitantes.
Se encuentra ubicado al norte del país, cerca de un ramal del Nilo denominado Damieta, en el delta del Nilo.